# Queen Latifah
Queen Latifah, pseudonimo di Dana Elaine Owens (Newark, 18 marzo 1970), è una cantante, rapper, attrice, personaggio televisivo e produttrice cinematografica statunitense.
È considerata La regina del jazz rap e percepita come la pioniera del femminismo nel genere hip-hop. È stata la prima artista hip-hop a ricevere una stella sulla Hollywood Walk of Fame nel 2006 e a ottenere una nomination ai Premio Oscar. In totale ha vinto un Grammy Award, un Golden Globe, tre Screen Actors Guild Award, due Critics' Choice Awards e un Emmy Award come produttrice nel 2016.
Dall'inizio della sua carriera ha pubblicato sei album vendendo oltre 2 milioni di copie in tutto il mondo, ricevendo un Grammy Award su sette nomination totali con il brano U.N.I.T.Y. nella categoria Miglior interpretazione rap solista.
Come attrice inizia recitando tra il 1993 e il 1998 nella serie Living Single, per poi apparire sul grande schermo nel 2002 con il film Chicago. Grazie ad esso ottiene la nomination come Best Supporting Actress ai Premi Oscar, ai Golden Globe e ai British Academy Film Awards. Negli anni successivi ha recitato in numerosi film e serie televisive, tra cui il film Life Support (2007) che le ha fatto ottenere un Golden Globe e uno Screen Actors Guild Award e il film TV, di cui è anche produttrice, Bessie (2015) con cui ha vinto un Emmy Award come produttrice e un Screen Actors Guild Awards come attrice.
Tra il 2013 e il 2015 ha prodotto e condotto il proprio day-time talk show, The Queen Latifah Show, che le fece ottenere il Favorite New Talk Show Host Award ai People's Choice Awards.

## Biografia
Dana Elaine Owens è nata a Newark, New Jersey, il 18 marzo 1970, e ha vissuto principalmente a East Orange, New Jersey. Figlia della docente, alla Irvington High School, Rita Owens e del poliziotto Sr. Lancelot Owens. Ha frequentato la Essex Catholic Girls' High School di Irvington, ma si è diplomata alla Irvington High School. I suoi genitori divorziarono quando aveva solamente 10 anni. Dopo il liceo ha frequentato le classi del Borough of Manhattan Community College. Aveva un fratello, Lancelot, morto nel 1992 a 23 anni in un incidente in moto.
Ha trovato il suo nome d'arte, Latifah (لطيفة laţīfa), che significa "delicato" e "molto gentile" in arabo, in un libro di nomi arabi quando aveva otto anni.

### Cantante

#### Gli inizi e i primi tre album nel genere rap/hip-hop

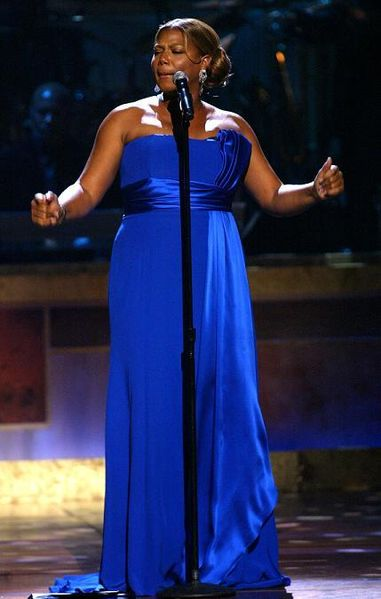
Queen Latifah in una performance ai BET Awards 2009

Ha iniziato a cantare nel gruppo hip-hop Ladies First ed è poi diventata un membro originale delle Flavor Unit, sotto il produttore DJ King Gemini che le diede l'opportunità di registrare il demo Princess of the Posse. Grazie a Fab 5 Freddy incise il suo primo singolo da solista Wrath of My Madness con la Tommy Boy Music Records, avendo dimostrato spiccate doti canore sia come rapper che come contralto.
Il primo album di Latifah All Hail the Queen venne pubblicato nel 1989 quando aveva diciannove anni e sebbene non sia entrato nelle classifiche statunitensi, fu elogiato dalla critica e vide come pezzo di punta il brano Come Into My House che raggiunse la settima posizione della US Dance Club Songs. Ottiene due nomine ai Grammy Award come Best Rap Solo Performance per l'album e per il brano Fly Girl. Con il secondo album del 1991, Nature of a Sista, la cantante afferma di essersi allontanata dal hardcore hip hop per sperimentare altri generi musicali (R&B, jazz e reggae) e avere un controllo più creativo sul suo lavoro. L'album entra alla posizione 117 della Billboard 200 e 32 della Top R&B/Hip-Hop Albums, generandole una terza candidatura ai Grammy Award con il brano Latifah Had It Up To Here.
Il terzo album, Black Reign, raggiunge la posizione 60 della Billboard 200 e la 15a della Top R&B/Hip-Hop Albums, divenendo il primo disco certificato d'oro negli Stati Uniti dalla cantante. L'album contiene il singolo di maggior successo della cantante ad oggi, U.N.I.T.Y.. Il brano entra infatti alla posizione 23 della Billboard Hot 100, 2 della Hot Rap e 7 della Hot R&B/Hip-Hop Songs, vincendo inoltre il Grammy Award nel 1995 come Best Rap Solo Performance. Tra il 1998 e il 2002 pubblica il quarto album all'impronta hip-hop Order in the Court e la raccolta di hit She's a Queen: A Collection of Hits.

#### Passaggio al genere jazz, R&B e soul

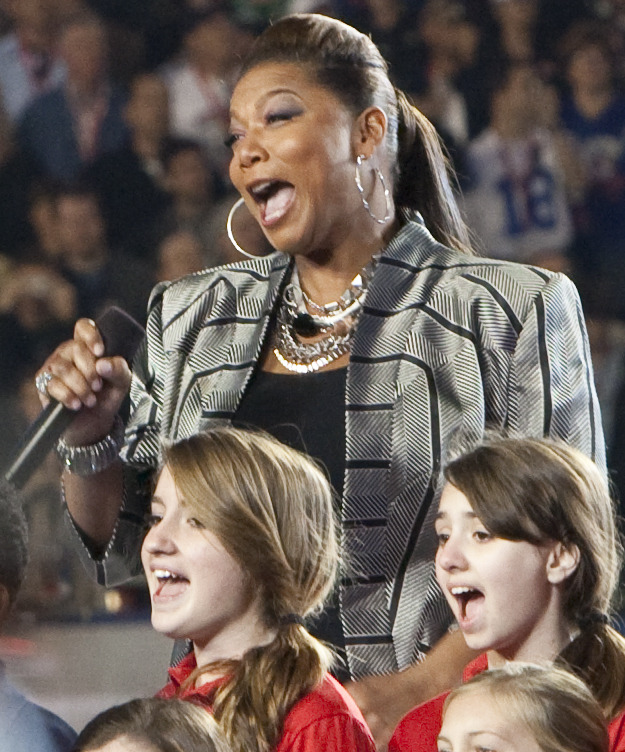
Queen Latifah al Super Bowl durante la performance dell'inno God Bless America nel 2010

Dopo il suo quarto album, Latifah si è spostata principalmente verso la musica soul e jazz, a cui si era avvicinata con cautela nei suoi precedenti dischi orientati all'hip-hop. Nel 2004, ha pubblicato l'album soul/jazz The Dana Owens,che ha raggiunto la posizione numero 16 nella Billboard 200 e l'11a nella classifica degli album Top R&B/Hip-Hop. L'LP ha ottenuto una nomination ai Grammy nel 2005 nella categoria Best Jazz Vocal Album ed è stato certificato disco d'oro negli Stati Uniti. Dopo aver ricevuto una stella sulla Hollywood Walk of Fame nel 2006, l'album della cantante Trav'lin' Light diviene il secondo lavoro ad essere cantato in stile jazz e soul. L'album esce nel 2007 e rimane alla prima posizione della Top Jazz Albums per tre settimane consecutive, raggiungendo inoltre l'11ª posizione della Billboard 200. La canzone I'm Gonna Live Till I Die ha vinto il Grammy Awards per il Best Instrumental Arrangement Accompanying Vocalist(s), vinto dall'arrangiatore John Clayton. Trav'lin' Light è stato anche nominato ai Grammy come Best Traditional Pop Vocal Album.
Il 12 settembre 2008 Queen Latifah ha riferito che stava lavorando ad un nuovo album intitolato Persona. La canzone Cue the Rain è stata pubblicata come singolo principale dell'album, che ha debuttato alla terza posizione della Top R&B/Hip-Hop Albums e alla 25ª della Billboard 200. All'album hanno collaborato numerosi artisti, tra cui Missy Elliott e Mary J. Blige. Nel 2011 canta Who Can I Turn To in duetto con Tony Bennett per il suo album Duets II. Nel gennaio 2012, mentre appare su 106 & Park con Dolly Parton per promuovere il film Joyful Noise - Armonie del cuore, Latifah ha dichiarato di aver lavorato ad un nuovo album non ancora pubblicato.

### Cinema, televisione e produttrice

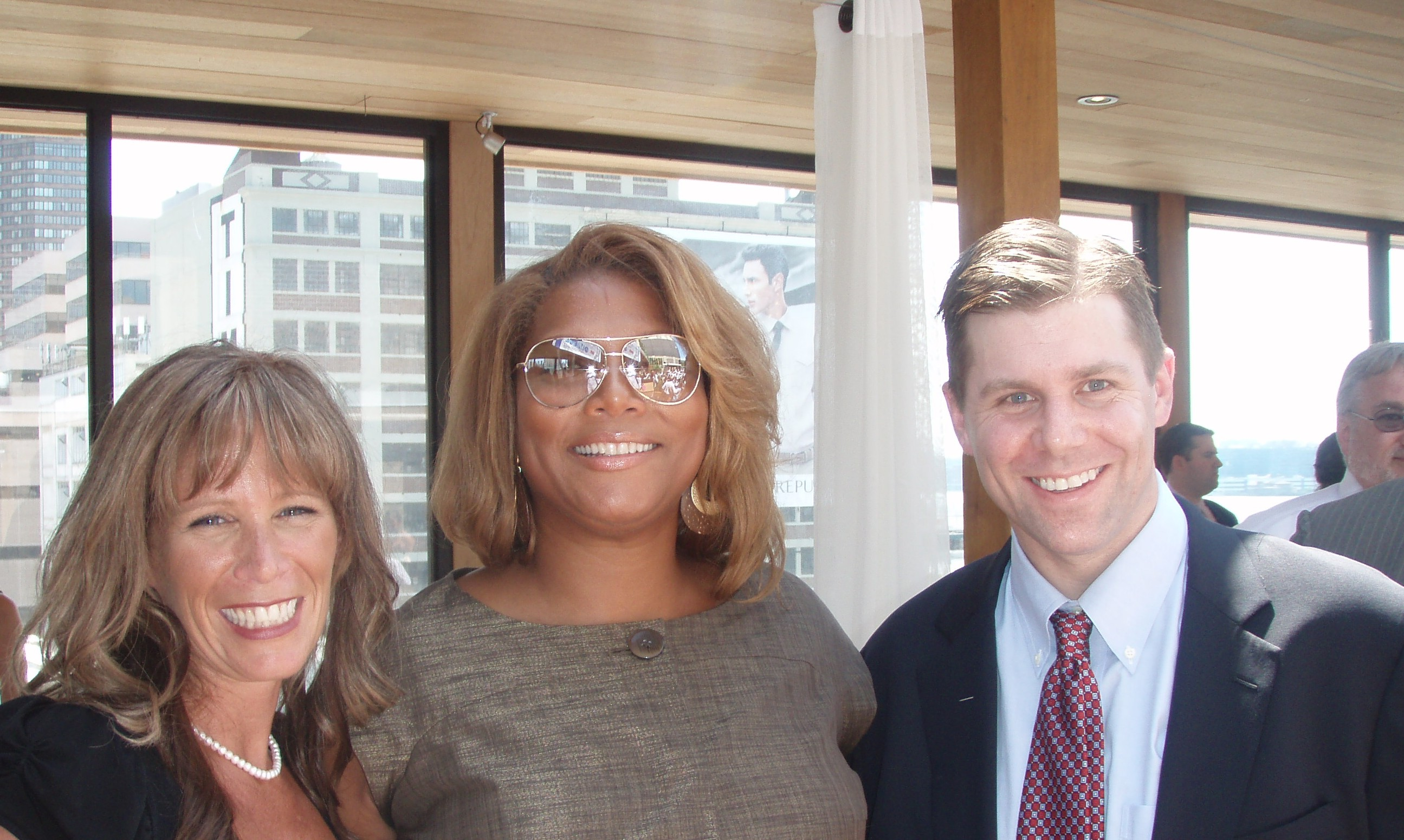
Queen Latifah con Missy Ward e Shawn Collins nel 2008

Apparsa tra il 1993 e il 1998 nel ruolo di Khadijah James nella sitcom Living Single, aveva iniziato la sua carriera cinematografica in ruoli secondari nei film del 1991 e 1992 House Party 2, Juice e Jungle Fever. Tra il 1999 e il 2001 va in onda la prima stagione del talk show da lei condotto e ideato The Queen Latifah Show. Latifah ha un ruolo di spicco nel film di successo del 1996, Set It Off grazie al quale ottiene una nomination agli Independent Spirit Awards, ed è presente in un cameo nel film di Holly Hunter, Living Out Loud, in cui canta magistralmente, apparendo nei titoli di testa, avvolta da un abito rosso, la ballad Lush Life (1998).
Nel 2002 appare nel grande schermo con Chicago, recitato con Catherine Zeta-Jones, Renée Zellweger e Richard Gere. Grazie a questo film riceve una nomination come Best Supporting Actress in numerose premiazioni, tra cui ai Premi Oscar, British Academy Film Awards, Golden Globe. Ottiene uno Screen Actors Guild Award e un Critics' Choice Awards come membro del cast del film. Grazie alle nomination agli Oscar è diventata uno dei 5 artisti R&B/Hip-hop ad aver ottenuto una candidatura come attore, insieme a Mary J. Blige, Will Smith, Jamie Foxx e Jennifer Hudson. È poi apparsa in una serie di film, dopo Chicago, quali Scary Movie 3 (2003), Un ciclone in casa (2003) con Steve Martin che le fa ottenere un Teen Choice Awards e un NAACP Image Award come Outstanding Actress in a Motion Picture, e canta la colonna sonora Do Your Thing. Recita nei film New York Taxi (2004), La bottega del barbiere 2 (2005), Beauty Shop (2005), di cui è anche produttrice. Presenta inoltre i Grammy Awards del 2005, recita nel film L'ultima vacanza e presta voce al personaggio di Ellie nel film di animazione L'era glaciale 2 - Il disgelo del 2006.
Prende parte al film di successo Hairspray (2007), insieme a John Travolta, Michelle Pfeiffer, Allison Janney e Zac Efron. Per il film canta la colonna sonora Come So Far che riceve una nomination ai Critics' Choice Awards come Best Song from a Film. Sempre nel 2007 veste i panni di una malata di HIV nel film Tv Life Support, ruolo che le vale il riconoscimento con un Golden Globe, uno Screen Actors Guild Award e un Satellite Award come attrice, otre ad una nomination agli Emmy Award. Recita in seguito in La vita segreta delle api (2008), Appuntamento con l'amore (2010), Il dilemma (2011) e 22 Jump Street (2014). Tra il 2013 e il 2015 riprende inoltre il proprio talk show The Queen Latifah Show.
Nel 2015 interpreta Bessie Smith nel film TV Bessie, da lei prodotto, grazie a cui vince uno Screen Actors Guild Award come miglior attrice in una mini-serie o film tv e un Critics Choice Award, ricevendo una nomination ai Golden Globe. Agli Emmy Award ottiene 12 nomination, di cui due la stessa Latifah, vincendo come produttrice nella categoria Outstanding Television Movie. Tra il 2016 e il 2019 recita nella serie televisiva Star per la 20th Century Fox. Il 26 aprile 2017, MTV ha annunciato che Latifah sarà produttore esecutivo per la terza stagione della serie televisiva Scream, in uscita nel giugno 2019. Sempre nel 2017 recita nel film Il viaggio delle ragazze con Regina Hall, Tiffany Haddish e Jada Pinkett Smith, nel film Tv Flint, che le fa ottenere un NAACP Image Award, e compare in alcuni episodi della serie televisiva Empire.
Nel 2019, oltre ad essere confermata la registrazione della seconda e terza stagione di Scream, Queen Latifah viene scelta insieme a Lea Michele nello spettacolo teatrale televisivo The Little Mermaid Live per ABC e Disney, nel ruolo di Ursula. Nel 2020 recita nella miniserie televisiva Hollywood impersonando l'attrice Hattie McDaniel. Nel 2021 recita e ricopre il ruolo di produttrice esecutiva della serie televisiva The Equalizer.

## Riconoscimenti
Queen Latifah ha ricevuto più di 80 candidature e vinto 25 premi nella sua carriera come cantante, attrice e produttrice. Ha ricevuto inoltre il premio Icon Award agli Elle Women in Hollywood Awards del 2004 e il Power Award nel 2010 agli Essence Black Women in Hollywood Awards.
- American Black Film Festival
  - 1996 – Miglior attrice protagonista per Set It Off - Farsi notare
  - 2005 – Candidatura come miglior attrice protagonista per Beauty Shop
- BAFTA Awards
  - 2003 – Candidatura come miglior attrice non protagonista per Chicago
- BET Awards
  - 2003 – Miglior attrice per Chicago
  - 2004 – Candidatura come miglior attrice per Un ciclone in casa
  - 2005 – Candidatura come miglior attrice per Beauty Shop e New York Taxi
  - 2006 – Candidatura come miglior attrice per L'ultima vacanza
  - 2008 – Candidatura come miglior attrice per Life Support
  - 2021 – Premio "Icon"
- Black Movie Awards
  - 2005 – Candidatura come miglior attrice protagonista per Beauty Shop
  - 2006 – Candidatura come miglior attrice protagonista per L'ultima vacanza
- Black Reel Awards
  - 2000 – Candidatura come miglior attrice non protagonista per Il collezionista di ossa
  - 2003 – Miglior attrice non protagonista per Chicago
  - 2004 – Candidatura come miglior attrice protagonista per Un ciclone in casa
  - 2006 – Candidatura come miglior attrice protagonista per Beauty Shop
  - 2008 – Candidatura come miglior attrice protagonista per Un nuovo marito per mamma
  - 2009 – Miglior attrice protagonista per La vita segreta delle api
  - 2009 – Candidatura come miglior cast corale per La vita segreta delle api
  - 2010 – Candidatura come miglior attrice protagonista per Rimbalzi d'amore
  - 2010 – Candidatura come miglior canzone originale per Champion dal film Rimbalzi d'amore
  - 2013 – Candidatura come miglior performance vocale per L'era glaciale 4 - Continenti alla deriva
  - 2016 – Miglior attrice in una serie, miniserie o film per la TV per Bessie
  - 2018 – Candidatura come miglior attrice in una serie, miniserie o film per la TV per Flint
  - 2021 – Candidatura come miglior attrice in una serie drammatica per The Equalizer
- Critics' Choice Awards
  - 2003 – Miglior cast corale per Chicago
  - 2008 – Miglior cast corale per Hairspray - Grasso è bello
  - 2008 – Candidatura come miglior canzone originale per Come So Far dal film Hairspray - Grasso è bello
  - 2015 – Candidatura come miglior attrice in una miniserie o film per la TV per Bessie
- Elle Women in Hollywood Award
  - 2004 – Premio "Icon"
- Emmy Award
  - 2007 – Candidatura come miglior attrice protagonista in una miniserie o film per la TV per Life Support
  - 2016 – Miglior film per la TV per Bessie
  - 2016 – Candidatura come miglior attrice protagonista in una miniserie o film per la TV per Bessie
- Essence Black Women in Hollywood
  - 2010 – Premio "Power"
- Golden Globe
  - 2003 – Candidatura come miglior attrice non protagonista per Chicago
  - 2008 – Miglior attrice in una miniserie o film per la televisione per Life Support
  - 2015 – Candidatura come miglior attrice in una miniserie o film per la televisione per Bessie
- Gracie Allen Awards
  - 2008 – Miglior attrice protagonista in una serie o film per la TV drammatico per Life Support
- Grammy Award
  - 1991 – Candidatura come miglior interpretazione rap solista per All Hail the Queen
  - 1992 – Candidatura come miglior interpretazione rap solista per Fly Girl
  - 1993 – Candidatura come miglior interpretazione rap solista per Latifah Had It Up To Here
  - 1995 – Miglior interpretazione rap solista per U.N.I.T.Y.
  - 2004 – Candidatura come miglior interpretazione rap solista femminile per Go Head
  - 2005 – Candidatura come miglior album jazz vocale per The Dana Owens Album
  - 2008 – Candidatura come miglior album pop tradizionale vocale per Trav'lin' Light
- Hollywood Film Awards
  - 2007 – Cast corale dell'anno per Hairspray - Grasso è bello
  - 2008 – Cast corale dell'anno per La vita segreta delle api
- Indie Awards
  - 1991 – Miglior album rap per Nature of a Sista
- Independent Spirit Awards
  - 1997 – Candidatura come miglior attrice non protagonista per Set It Off - Farsi notare
- MTV Movie & TV Awards
  - 2003 – Candidatura come miglior attrice per Chicago
  - 2004 – Candidatura come miglior attrice per Un ciclone in casa
  - 2004 – Candidatura come miglior combattimento insieme a Missi Pyle in Un ciclone in casa
- NAACP Image Awards
  - 1996 – Candidatura come miglior attrice in una serie comica per Living Single
  - 1997 – Candidatura come miglior attrice in una serie comica per Living Single
  - 1997 – Candidatura come miglior attrice in un film per Set It Off - Farsi notare
  - 1998 – Candidatura come miglior attrice in una serie comica per Living Single
  - 1999 – Candidatura come miglior attrice non protagonista in un film per Kiss
  - 1999 – Candidatura come miglior attrice in una miniserie o film per la TV per Mama Flora's Family
  - 2002 – Candidatura come miglior attrice non protagonista in un film per Il collezionista di ossa
  - 2003 – Candidatura come miglior attrice non protagonista in un film per Brown Sugar
  - 2004 – Miglior attrice in un film per Un ciclone in casa
  - 2005 – Candidatura come miglior artista femminile
  - 2005 – Candidatura come miglior album per The Dana Owens Album
  - 2006 – Candidatura come miglior attrice in un film per Beauty Shop
  - 2007 – Candidatura come miglior attrice in un film per L'ultima vacanza
  - 2008 – Miglior attrice in una miniserie o film per la TV per Life Support
  - 2008 – Candidatura come miglior attrice non protagonista in un film per Hairspray - Grasso è bello
- Nickelodeon Kids' Choice Awards
  - 1995 – Candidatura come attrice TV preferita per Living Single
  - 1996 – Candidatura come attrice TV preferita per Living Single
  - 2004 – Candidatura come attrice cinematografica preferita per Un ciclone in casa
  - 2005 – Premio "Wannabe"
  - 2007 – Voce da un film d'animazione preferita per L'era glaciale 2 - Il disgelo
- Palm Springs International Film Festival
  - 2007 – Miglior cast corale per Hairspray - Grasso è bello
- People's Choice Awards
  - 2006 – Candidatura come celebrità più divertente
  - 2007 – Candidatura come celebrità più divertente
  - 2008 – Attrice protagonista preferita per Un nuovo marito per mamma
  - 2009 – Attrice protagonista preferita per La vita segreta delle api
  - 2014 – Conduttrice di talk show preferita
  - 2015 – Candidatura come conduttrice di talk show preferita
- Phoenix Film Critics Society Awards
  - 2002 – Candidatura come miglior cast corale per Chicago
- Premio Oscar
  - 2002 – Candidatura come miglior attrice non protagonista per Chicago
- Satellite Award
  - 2003 – Candidatura come miglior attrice non protagonista in una miniserie o film per la televisione per Living with the Dead
  - 2008 – Miglior attrice protagonista in una miniserie o film per la televisione per Life Support
  - 2015 – Candidatura come miglior attrice protagonista in una miniserie o film per la televisione per Bessie
- Screen Actors Guild Award
  - 2003 – Miglior cast corale per Chicago
  - 2003 – Candidatura come miglior attrice non protagonista per Chicago
  - 2008 – Candidatura come miglior cast corale per Hairspray - Grasso è bello
  - 2008 – Miglior attrice in una miniserie o film per la televisione per Life Support
  - 2016 – Miglior attrice in una miniserie o film per la televisione per Bessie
- Soul Train Music Award
  - 1995 – Intrattenitrice dell'anno
- Teen Choice Awards
  - 2003 – Attrice cinematografica preferita (Commedia) per Un ciclone in casa
  - 2003 – Candidatura come attrice cinematografica preferita (Drammatico) per Chicago
  - 2003 – Candidatura come attrice esordiente preferita per Un ciclone in casa e Chicago
  - 2003 – Candidatura come chimica preferita per Un ciclone in casa
  - 2003 – Candidatura come scena d'azione preferita per Un ciclone in casa
  - 2004 – Candidatura come attrice cinematografica preferita (Commedia) per La bottega del barbiere 2
  - 2005 – Candidatura come artista rap preferita
  - 2005 – Candidatura come attrice cinematografica preferita (Commedia) per Beauty Shop
  - 2006 – Candidatura come attrice cinematografica preferita (Commedia) per L'ultima vacanza
  - 2010 – Candidatura come attrice cinematografica preferita (Commedia romantica) per Appuntamento con l'amore

## Filmografia

### Attrice

#### Cinema
- Jungle Fever, regia di Spike Lee (1991)
- Juice, regia di Ernest Dickerson (1992)
- Poliziotti per caso (Who's the Man?), regia di Ted Demme (1993)
- My Life - Questa mia vita (My Life), regia di Bruce Joel Rubin (1993)
- Set It Off - Farsi notare (Set It Off), regia di Felix Gary Gray (1996)
- Hoodlum, regia di Bill Duke (1997)
- Kiss (Living Out Loud), regia di Richard LaGravenese (1998)
- Sfera (Sphere), regia di Barry Levinson (1998)
- Il collezionista di ossa (The Bone Collector), regia di Phillip Noyce (1999)
- Chicago, regia di Rob Marshall (2002)
- Brown Sugar, regia di Rick Famuyiwa (2002)
- The Country Bears - I favolorsi (The Country Bears), regia di Peter Hastings (2002)
- Scary Movie 3 - Una risata vi seppellirà (Scary Movie 3), regia di David Zucker (2003)
- Un ciclone in casa (Bringing Down the House), regia di Adam Shankman (2003)
- New York Taxi (Taxi), regia di Tim Story (2004)
- La bottega del barbiere 2 (Barbershop 2: Back in Business), regia di Kevin Rodney Sullivan (2004)
- Beauty Shop, regia di Bille Woodruff (2005)
- Vero come la finzione (Stranger than Fiction), regia di Marc Forster (2006)
- L'ultima vacanza (Last Holiday), regia di Wayne Wang (2006)
- Hairspray - Grasso è bello (Hairspray), regia di Adam Shankman (2007)
- Un nuovo marito per mamma (The Perfect Holiday), regia di Lance Rivera (2007)
- 3 donne al verde (Mad Money), regia di Callie Khouri (2008)
- Notte brava a Las Vegas (What Happened in Vegas), regia di Tom Vaughan (2008)
- La vita segreta delle api (The Secret Life of Bees), regia di Gina Prince-Bythewood (2008)
- Appuntamento con l'amore (Valentine's Day), regia di Garry Marshall (2010)
- Rimbalzi d'amore (Just Wright), regia di Sanaa Hamri (2010)
- Il dilemma (The Dilemma), regia di Ron Howard (2011)
- Joyful Noise - Armonie del cuore (Joyful Noise), regia di Todd Graff (2012)
- 22 Jump Street, regia di Phil Lord e Christopher Miller (2014)
- Miracoli dal cielo (Miracles from Heaven), regia di Patricia Riggen (2016)
- Il viaggio delle ragazze (Girls Trip), regia di Malcolm D. Lee (2017)
- Hustle, regia di Jeremiah Zagar (2022)
- End of the Road, regia di Millicent Shelton (2022)

#### Televisione
- Willy, il principe di Bel-Air (The Fresh Prince of Bel-Air) – serie TV, episodi 1x25, 2x08 (1991)
- Living Single – serie TV, 118 episodi (1993-1998)
- Mr. Cooper (Hangin' with Mr. Cooper) – serie TV, episodio 2x16 (1994)
- Ellen – serie TV, episodio 4x16 (1997)
- Mama Flora's Family, regia di Peter Werner – miniserie TV (1998)
- Spin City – serie TV, episodi 6x06-6x07 (2001)
- Living with the Dead, regia di Stephen Gyllenhaal – film TV (2002)
- Eve – serie TV, episodio 1x14 (2004)
- I Muppet e il mago di Oz (The Muppets' Wizard of Oz), regia di Kirk Thatcher – film TV (2005)
- Life Support, regia di Nelson George – film TV (2007)
- Entourage – serie TV, episodio 7x09 (2010)
- 30 Rock – serie TV, episodio 5x03 (2010)
- Steel Magnolias - Fiori d'acciaio (Steel Magnolias), regia di Kenny Leon – film TV (2012)
- Hot in Cleveland – serie TV, episodio 5x19 (2014)
- Bessie, regia di Dee Rees – film TV (2015)
- Star – serie TV, 48 episodi (2016-2019)
- Empire – serie TV, episodio 4x01 (2017)
- Flint, regia di Bruce Beresford – film TV (2017)
- Hollywood – miniserie TV, episodi 1x5-1x7 (2020)
- The Equalizer – serie TV, 74 episodi (2021-2025)

### Doppiatrice
- Al di là della vita (Bringing Out the Dead), regia di Martin Scorsese (1999)
- Pinocchio, regia di Roberto Benigni (2002)
- Due fantagenitori (Two Fairly OddParents) – serie animata, episodio 5x20 (2004)
- L'era glaciale 2 - Il disgelo (Ice Age: The Meltdown), regia di Carlos Saldanha (2006)
- Arctic Tale, regia di Adam Ravetch e Sarah Robertson – documentario (2007)
- L'era glaciale 3 - L'alba dei dinosauri (Ice Age: Dawn of the Dinosaurs), regia di Carlos Saldanha (2009)
- L'era Natale (Ice Age: A Mammoth Christmas), regia di Karen Disher – film TV (2011)
- L'era glaciale 4 - Continenti alla deriva (Ice Age: Continental Drift), regia di Steve Martino e Mike Thurmeier (2012)
- L'era glaciale - La grande caccia alle uova (Ice Age: The Great Egg-Scapade), regia di Ricardo Curtis – film TV (2016)
- L'era glaciale - In rotta di collisione (Ice Age: Collision Course), regia di Mike Thurmeier (2016)

### Produttrice
- Un ciclone in casa (Bringing Down the House), regia di Adam Shankman (2003)
- Beauty Shop, regia di Bille Woodruff (2005)
- Un nuovo marito per mamma (The Perfect Holiday), regia di Lance Rivera (2007)
- Rimbalzi d'amore (Just Wright), regia di Sanaa Hamri (2010)
- Steel Magnolias - Fiori d'acciaio (Steel Magnolias), regia di Kenny Leon – film TV (2012)
- Joyful Noise - Armonie del cuore (Joyful Noise), regia di Todd Graff (2012)
- Flint, regia di Bruce Beresford – film TV (2017)
- Star – serie TV, 10 episodi (2018-2019)
- Scream – serie TV, 6 episodi (2019)
- The Equalizer – serie TV, 74 episodi (2021-2025)
- End of the Road, regia di Millicent Shelton (2022)

## Discografia
Album in studio
- 1989 – All Hail the Queen
- 1991 – Nature of a Sista
- 1993 – Black Reign
- 1998 – Order in the Court
- 2004 – The Dana Owens Album
- 2007 – Trav'lin' Light
- 2009 – Persona

Raccolte
- 2002 – She's a Queen: A Collection of Hits

Colonne sonore
- 1996 – Funny Money - Come fare i soldi senza lavorare
- 1998 – Kiss
- 2002 – Chicago
- 2007 – Hairspray
- 2012 – Joyful Noise - Armonie del cuore
- 2015 – Bessie

## Doppiatrici italiane
Nelle versioni in italiano delle opere in cui ha recitato, Queen Latifah è stata doppiata da:
- Laura Romano in The Country Bears - I favolorsi, Un ciclone in casa, Scary Movie 3 - Una risata vi seppellirà, I Muppet e il mago di Oz, 3 donne al verde, Bessie, Star, Il viaggio delle ragazze, Hustle
- Alessandra Cassioli in Kiss, Hairspray - Grasso è bello, Notte brava a Las Vegas, Appuntamento con l'amore, Miracoli dal cielo, Hollywood, The Equalizer, End of the Road
- Barbara Castracane in My Life - Questa mia vita, Brown Sugar, Chicago, New York Taxi, 30 Rock, Il dilemma
- Anna Cesareni in Set It Off - Farsi notare, Rimbalzi d'amore
- Roberta Pellini in La bottega del barbiere 2, Beauty Shop
- Germana Dominici in Willy, il principe di Bel-Air (ep. 1x25)
- Antonella Rinaldi in Willy, il principe di Bel-Air (ep. 2x08)
- Anna Rita Pasanisi ne Il collezionista di ossa
- Ida Sansone in Vero come la finzione
- Cristiana Lionello in L'ultima vacanza
- Antonella Giannini in La vita segreta delle api
- Cristina Giolitti in Joyful Noise - Le armonie del cuore
- Emanuela Baroni in 22 Jump Street

Da doppiatrice è sostituita da:
- Roberta Lanfranchi in L'era glaciale 2 - Il disgelo, L'era glaciale 3 - L'alba dei dinosauri, L'era Natale, L'era glaciale 4 - Continenti alla deriva, L'era glaciale - La grande caccia alle uova, L'era glaciale - In rotta di collisione
- Alessandra Cassioli in Al di là della vita
- Antonella Giannini in Arctic Tale
- Daniela Abbruzzese in L'era glaciale - Le avventure di Buck